# Uleiota debilis
Uleiota debilis es una especie de coleóptero de la familia Silvanidae.

## Distribución geográfica
Habita en América del Norte.